# Trithrinax brasiliensis
Pour les articles homonymes, voir burutí.
Espèce
Statut de conservation UICN

 DD  : Données insuffisantes
Trithrinax brasiliensis est une espèce de palmiers (famille des Arecaceae), native du sud du Brésil et du nord de l'Argentine ,. Assez rustique, il croît dans des zones relativement sèches. Sa silhouette rappelle étroitement celle d'un gros Trachycarpus fortunei.
Synonyme : Trithrinax acanthocoma Drude

## Dénominations
Au Brésil, ce palmier est appelé «carandaí» et «burutí».

## Caractéristiques
Trithrinax brasiliensis est un palmier à stipe droit, solitaire, recouverte d'une épaisse couche de crin persistant et épineux.
Ses feuilles sont vert sombre, parfaitement palmées et rigides. Les folioles sont terminées par une épine acérée. Les pétioles sont inermes.
Les inflorescences portent des fleurs hermaphrodites, qui produisent des fruits globulaires de couleur jaune clair à maturité

## Habitat et distribution
Cette espèce se rencontre au Brésil dans les états du Paraná, du Rio Grande do Sul, et de Santa Catarina dans les milieux ouverts et arides à l'intérieur des terres.
Ce palmier est un grand amateur de soleil et de chaleur, et ne se plaît donc pas beaucoup à l'ombre. Les climats méditerranéens lui conviennent parfaitement, car il s'adapte sans problème à la sécheresse.
Sa résistance hivernale est bonne jusqu'à des températures de l'ordre de −8 °C à −9 °C. Les sujets installés sur la Côte d'Azur ont prouvé leur capacité de survie après des gels exceptionnels de −12 °C.